# Iżyce
Iżyce (prononciation : [iˈʐɨt͡sɛ]) est un village polonais de la gmina de Strzyżewice dans le powiat de Lublin de la voïvodie de Lublin dans l'est de la Pologne.
Il se situe à environ 19 kilomètres au sud de Lublin (siège du powiat et capitale de la voïvodie).
Le village comptait approximativement une population de 127 habitants en 2011.

## Histoire
De 1975 à 1998, le village est attaché administrativement à l'ancienne Voïvodie de Lublin.

Depuis 1999, il fait partie de la nouvelle voïvodie de Lublin.